# Reclams Jazzführer
Reclams Jazzführer is een muziekgids, die voor de eerste keer werd uitgegeven in 1970 door de uitgeverij Philipp Reclam jr. in Stuttgart. De gids wil een uitgebreid overzicht over het totaalgebied van de jazz overbrengen. De vier grondig bestudeerde en aangevulde edities van deze door Carlo Bohländer en Karl Heinz Holler gevestigde werk met een omvang van 551 bladzijden is in 1990 verschenen. De vijfde en laatste editie uit 2000 is afkomstig van Carlo Bohländer, Karl Heinz Holler en Christian Pfarr en bevat circa 1700 biografieën van muzikanten en bands en de kwalificatie van 470 composities met elk een notenvoorbeeld. De volgende verklaringen hebben betrekking op de vierde editie, die Bohländer met Karl Heinz Holler en Christian Pfarr opstelde.

## Inhoud
De band bevat op 551 pagina's een inleidingsgedeelte, het encyclopedisch gedeelte en een bijlage.
- Het inleidingsgedeelte (p. 5-30) bestaat uit een begroeting van Albert Mangelsdorff, voorwoorden voor de 1e (overzicht) en 3e editie, een afkortingsregister, de hoofdstukken Was ist Jazz? (p. 9-11) en Geschichte des Jazz (p. 12-28) en een tijdbalk (p. 29 f.). In hun voorwoord voor de 1e editie schrijven Carlo Bohländer en Karl-Heinz Holler: In Reclams Jazzführer zijn resultaten samengebracht, die deels nieuwigheden overbrengen. Op de basis van wetenschappelijke bevindingen van H. Riemann en E.M. v. Hornbostel en in nauwere steun aan de werken van de jazzmuzikanten van alle stijlrichtingen werden de problemen van de jazz kritisch onderzocht. De muzikaal-creatieve verrichting vormde het sturend beginsel voor de betreffende beschrijving.
- Het encyclopedisch gedeelte (p. 31-545 is onderverdeeld in de hoofdstukken Biografieën (p. 31-347, met 60 afbeeldingen in de tekst), Muziekinstrumenten (p. 348-368), Vakterm-toelichtingen (p. 369-418) en Composities (p. 419-545). Alle vier hoofdstukken bevatten de uitgebreide, gecomprimeerde informaties elk in alfabetische volgorde. Bij de hoofdstukken Vakterm-toelichtingen en Composities verklaren talrijke notenvoorbeelden de verbale verklaringen.
- De Bijlage (p. 547-551) bevat literatuurinformatie in alfabetische volgorde en een fotobewijs. Het sluit af met een inhoudsregister.

## Licentie-uitgifte voor deDDR
In 1980 verscheen bij de Edition Peters in Leipzig onder de titel Jazzführer een fotomechanische nadruk van de door Bohländer en Holler verantwoorde tweede editie uit 1977. Deze editie is tweebandig en scheidt het personengedeelte met 711 pagina's van het zakelijk deel met 338 pagina's.

## Navolgend werk
In 2003 verscheen bij Reclam Reclams Jazzlexicon, gepubliceerd door Wolf Kampmann, met een glossarium van Ekkehard Jost. Het bevat ongeveer 2000 biografieën.